# Memu miastu na do widzenia
Memu miastu na do widzenia – singel Budki Suflera promujący album Akustycznie, wydany w 1998 roku nakładem wytwórni New Abra.
Tekst do utworu napisał Adam Sikorski, zaś muzykę skomponował Romuald Lipko. 
Utwór nagrany w listopadzie 1974 roku, pierwotnie wydany został w 1976 roku na płycie winylowej "Polskie Targi Estradowe 1975". Potem pojawił się na podwójnym singlu „Za ostatni grosz / Memu miastu na do widzenia”. W 1998 roku wydano osobny singel zawierający cztery wersje utworu: z 1974 roku w wykonaniu Krzysztofa Cugowskiego, 1982 w wykonaniu Romualda Czystawa oraz wersje live i akustyczną z 1998 roku w wykonaniu Krzysztofa Cugowskiego.
Nagrania singla dokonano w Studiu Telewizji „Łęg” w Krakowie, w 1998 roku. 

## Lista utworów
Opracowano na podstawie materiału źródłowego.
1. „Memu miastu na do widzenia” (wersja akustyczna) – 3:36
2. „Memu miastu na do widzenia” (wersja live) – 3:16
3. „Memu miastu na do widzenia” (wersja 82) – 2:58
4. „Memu miastu na do widzenia” (wersja 74) – 3:25